# Mercury, Savoie
Mercury este o comună în departamentul Savoie din sud-estul Franței. În 2009 avea o populație de 2.790 de locuitori.

## Evoluția populației
| An        | 1975  | 1982  | 1990  | 1999  | 2006  | 2009  |
| --------- | ----- | ----- | ----- | ----- | ----- | ----- |
| Populație | 1.620 | 2.037 | 2.154 | 2.330 | 2.649 | 2.790 |